# Evangelický kostel (Pardubice)
Evangelický kostel v Pardubicích stojí v uliční zástavbě na rohu ulic Sladkovského a Hronovické. Byl zbudovaný dle plánů karlínského stavitele Josefa Blechy roku 1897.
O kostel se stará a využívá jej farní sbor Českobratrské církve evangelické.

## Historie
Evangelíci začali v Pardubicích přibývat ve druhé polovině 19. století v souvislosti se vznikem řady průmyslových podniků ve městě.
Původně se schůzky evangelíků konaly přímo v domech členů této církve. Bylo to například v domě Františka Opitze, majitele továrny Hübner a Opitz anebo v domě starosty města Františka Hoblíka. K bohoslužbám byli zváni faráři z Dvakačovic, Přelouče, Bukovky i odjinud.
Pravidelné bohoslužby se pak v Pardubicích konaly od 1. listopadu 1889 ve staré reálce. Poněvadž potřeba vybudování chrámu byla stále naléhavější, byl v roce 1892 založen „Spolek pro postavení chrámu Páně v Pardubicích", jehož předsedou byl zvolen František Hoblík. V roce 1896 byl zakoupen od Josefa a Kateřiny Polákových pozemek č. k. 932/2. Přestože po této koupi zůstalo v pokladně pouhých 362 zl., pustil se spolek ještě téhož roku do stavby chrámu. Stavba chrámu byla zadána staviteli Josefu Krudencovi. Cena kostela bez vnitřního zařízení byla 7 240 zl. s vnitřním vybavením 13 700 zl. Dne 29. června 1897 byl nový chrám slavnostně předán svému účelu.
Slavnostní posvěcení chrámu se konalo za přítomnosti členů městské rady se starostou města Františkem Hoblíkem. 
V prvém roce po posvěcení chrámu se konaly pravidelné bohoslužby 26krát ročně. Chrám sloužil od svého otevření nejen pro bohoslužby církve evangelické reformované H.v. (Helvetské vyznání), ale také bratřím A. v. (Augsburské vyznání) církve z Pardubic a okolí.
Teprve až 8. prosince 1902 vznikl samostatný filiální sbor evangelické reformované církve v Pardubicích. Do té doby byl součástí mateřského sboru ve Dvakačovicích. Koncem roku 1902 pak byla v prostorách chrámu osazena pamětní deska faráři Bohumilu Marešovi. V období první světové války se Pardubice staly místem, kde byla postavena velká vojenská nemocnice zvaná Karanténa. Touto nemocnicí procházeli evangeličtí vojáci, pro které byla v „,karanténě“ zřízena evangelická kaple.
Po zániku Rakousko-uherské monarchie dochází ke sjednocení obou evangelických církví v jednu Českobratrskou církev evangelickou.
Farářem byl posléze zvolen dvakačovický farář Pavel Havelka.
Dne 29. září 1929 byla v chrámu Páně odhalena pamětní deska zakladateli evangelického sboru v Pardubicích a někdejšímu starostovi města Františku Hoblíkovi. Těžké období prožíval sbor za německé okupace. Oběťmi nacismu se během okupace stali také členové sboru MUDr. Otto Klepetář z Pardubic, Josef Chrbolka z Mnětic nebo Věra Junková z Pardubic.
V novodobé historii byla provedena celková rekonstrukce kostela v roce 2004, včetně fasády budovy, její střechy, elektrických rozvodů, ozvučení a ventilace.

## Galerie

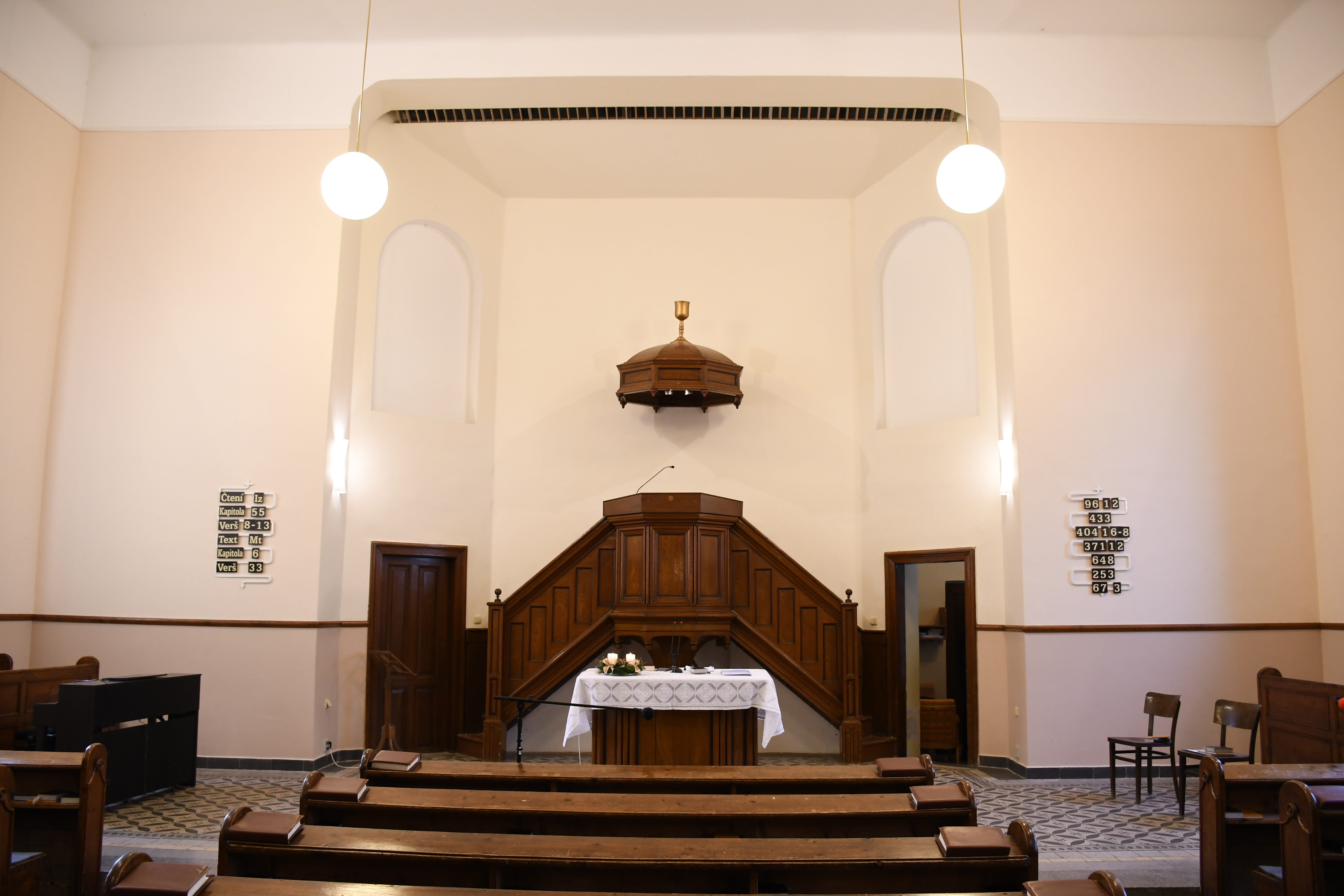
Interiér kostela
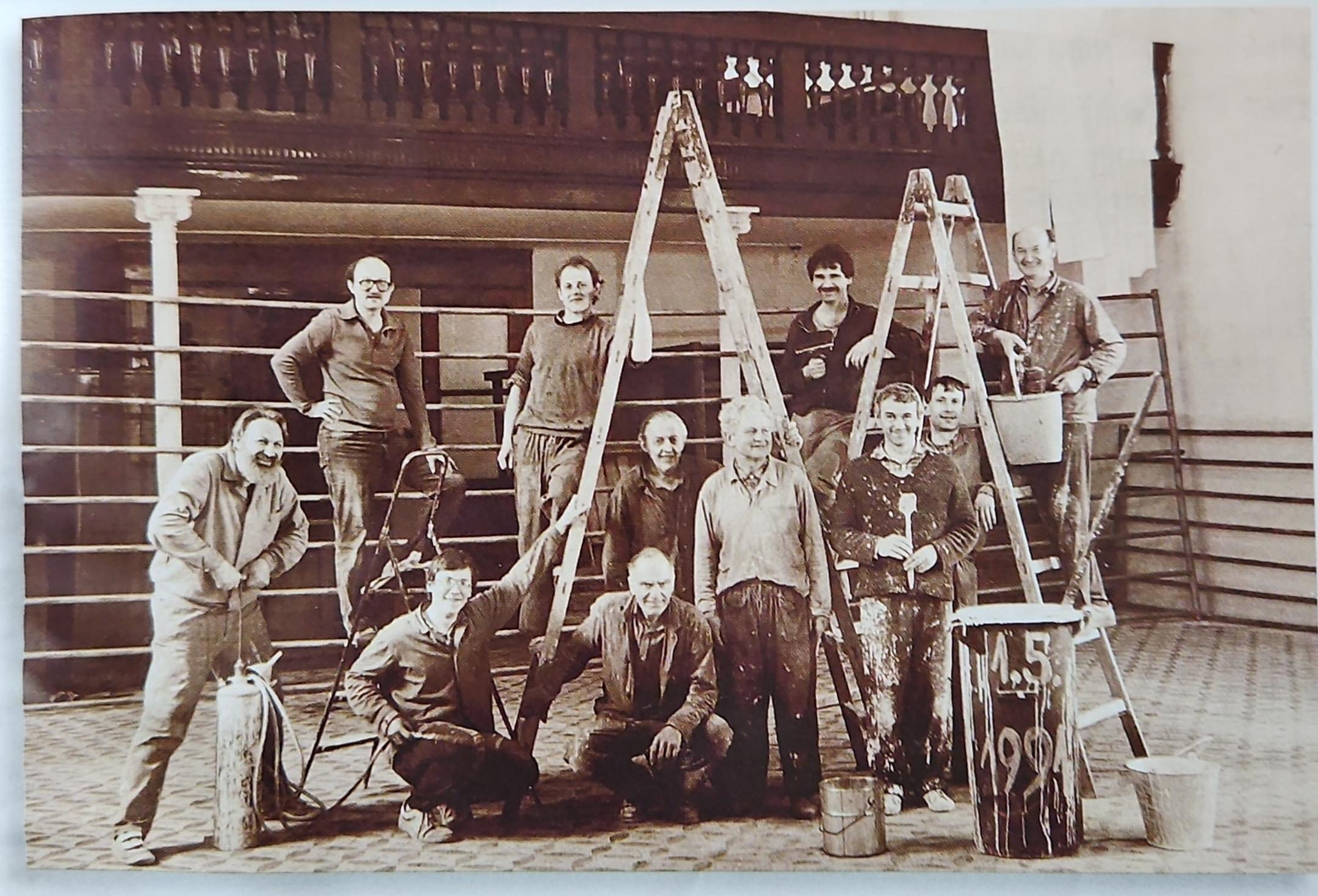
Malování kostela 1. května 1991
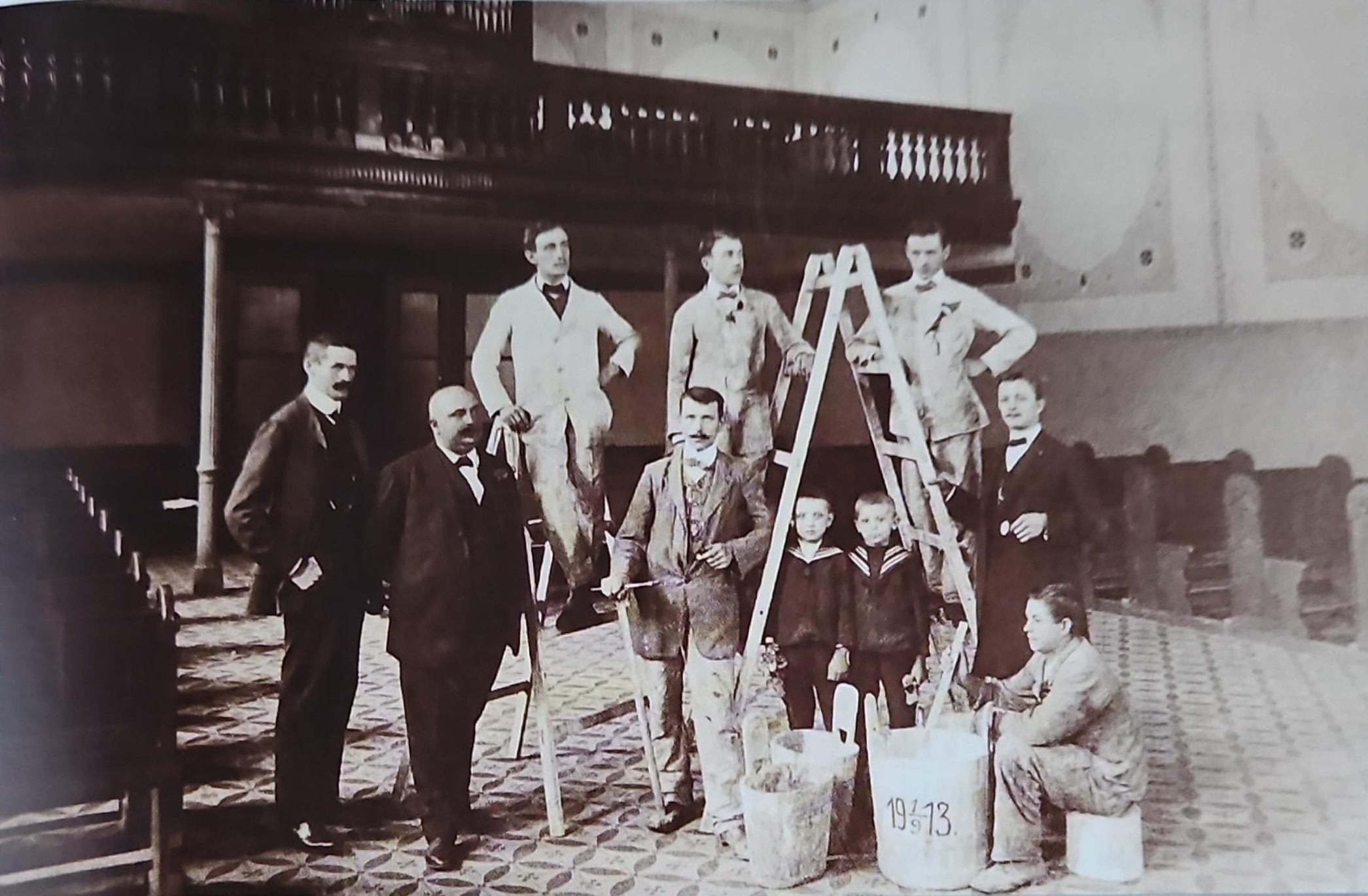
Malování kostela 1. září 1913
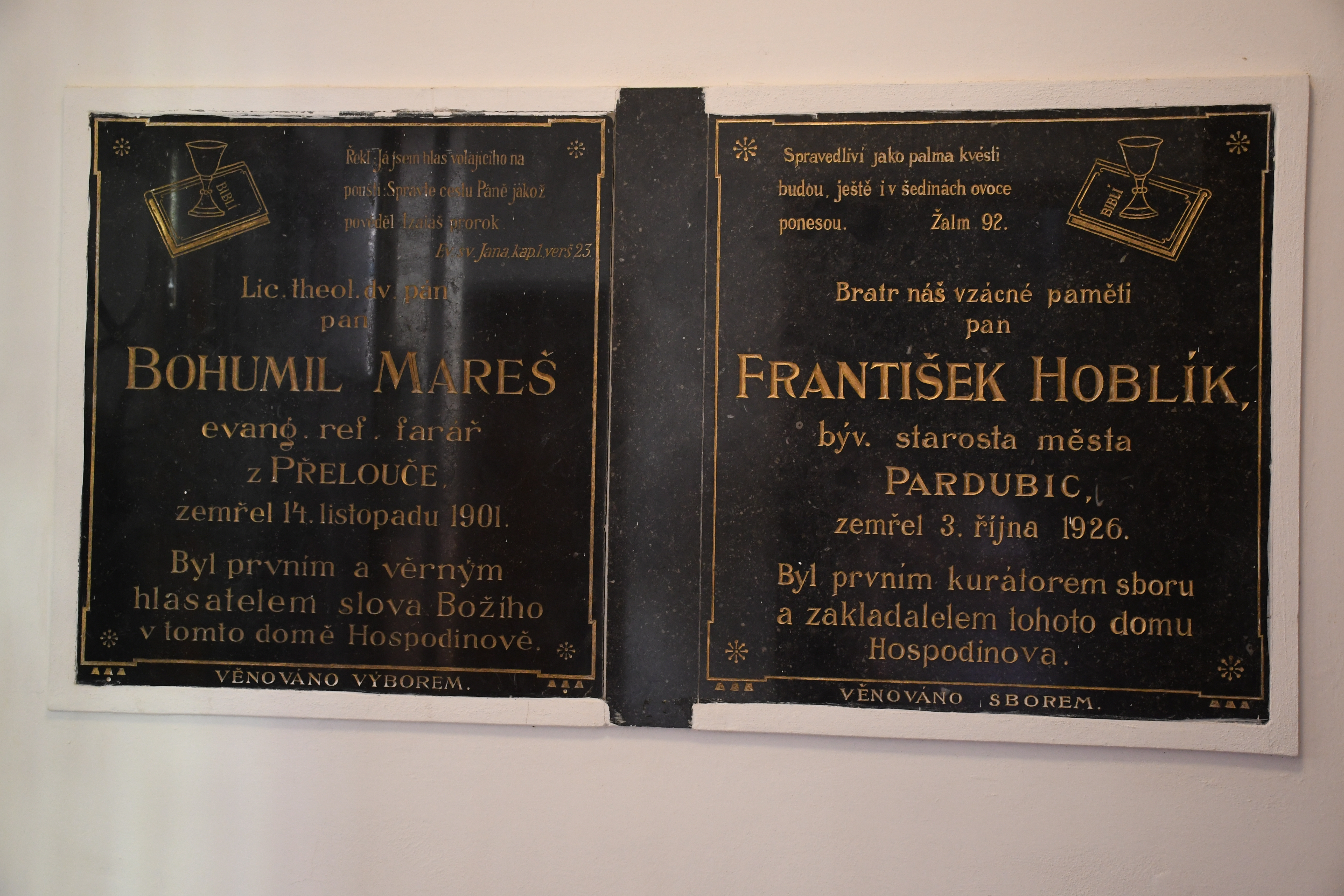
Pamětní desky prvního faráře a prvního kurátora